# Arta Piccola
Arta Piccola, scoglio Jarta o
Jarta piccolo (in croato: Arta Mala) è un isolotto disabitato della Croazia situato nel mare Adriatico, vicino alla costa dalmata settentrionale, a nord-ovest di Morter. Appartiene all'arcipelago di Sebenico. Amministrativamente, fa parte del comune Morter-Incoronate, nella regione di Sebenico e Tenin.
Assieme all'adiacente Arta Grande sono anche chiamati scogli Arta.

## Geografia
Arta Piccola si trova a est di Arta Grande, a soli 90 m di distanza e a circa 400 m dalle punte Zecisa di Maestro (Vela Žečica) e Zecisa di Scirocco (Mala Žečica) che si trovano su quella striscia di terra della costa dalmata (Modrava) che divide il grande lago di Vrana o di Aurana (Vransko jezero) dal mare. L'isolotto si trova a sud-ovest di Porto Grande o valle Podine (Vela luka) e dell'adiacente Porto Piccolo o val Zecisa (Mala luka), insenature separate da punta Zecisa di Scirocco. A sud-est di Arta Piccola inizia la baia di Slosella (Pirovački zaliev). L'isolotto ha una forma irregolare con un promontorio a ovest che chiude una piccola insenatura rivolta a sud (uvala Artica); ha una superficie di 0,389 km², un'altezza di 79 m e uno sviluppo costiero di 2,97 km.

### Isole adiacenti
- Radel (Radelj), a sud-sud-est:

Tre scogli a sud, tra Radel e Arta Grande:
- scogli Gobavaz[9]: 
  - Gubbavaz Grande[12], Gubavaz[6] o Gubovaz[7] (Gubavac Veliki), scoglio rotondo (160 m di diametro) a circa 280 m[2]; con una superficie di 0,025 km²[1], uno sviluppo costiero di 0,57 km[1] e l'altezza di 23 m[2] 43°50′56″N 15°33′08″E;
  - Gubbavaz Piccolo[12] (Gubavac Mali), piccolo scoglio a est di Gubavaz Grande che ha un'area di 0,0047 km²[8] ed è alto 5 m[2] 43°50′55″N 15°33′19″E;
- Prisgnago[12], Brisgnak[6], Brisgnach[7] o Presgnak[9] (Prišnjak Mali), di forma allungata, di circa 400 m di lunghezza, a circa 120 m[2] di distanza; ha una superficie di 0,042 km²[1], uno sviluppo costiero di 0,92 km[1] e l'altezza di 11 m[2] 43°50′50″N 15°33′34″E.

### Cartografia
- (HR) Mappa topografica della Croazia 1:25000, su preglednik.arkod.hr. URL consultato l'8 agosto 2017.
- G. Giani, Carta prospettiva delle Comuni censuarie della Dalmazia, foglio 6, 1839. Fondo Miscellanea cartografica catastale, Archivio di Stato di Trieste.
- Carta di cabottaggio del mare Adriatico, foglio VII, Milano, Istituto geografico militare, 1822-1824. URL consultato il 12 dicembre 2020 (archiviato dall'url originale il 13 aprile 2013).